# 杜比影院
杜比影院（Dolby Cinema）是由杜比實驗室創建的電影放映系統，杜比影院结合了杜比實驗室的獨有技术，如杜比视界（Dolby Vision）和杜比全景聲以及其他功能。该電影放映系統与IMAX等電影放映系統竞争。

杜比影院標誌

## 历史
2014年12月18日，荷兰埃因霍温的JT（现在更名為Vue）Bioscopen影院成為全球第一個開設杜比影院的電影院。随后AMC電影院、万达院线、欧典院线、百代高蒙电影院等紛紛開設杜比影院。
2024年2月，杜比全景聲与科视E3LH放映机（杜比影院系统所使用的放映机型号）分别荣获美国电影艺术与科学学院科学技术奖。

## 使用的技术

### 杜比视界
杜比视界是由杜比实验室与科视Christie（Christie）联合研发的放映系统。放映系统使用两台Christie 4K 激光投影机组成，采用定制化设计，有独特的光程。

### 杜比全景声
杜比全景声是杜比影院的另一个特色，这是一种由杜比实验室开发的沉浸式三维环绕声系统。 杜比全景声能够包含64个扬声器都可被独立驱动并获得自己单独的音频馈源，有多达 128 个音轨。第一个支持杜比全景声的电影是迪士尼公司旗下的皮克斯工作室的《勇敢传说》。

### 特色影厅入口
大部分的杜比影院都设置有弧形影厅入口，显示与影厅中正在播放的影片的相关内容。影厅入口是由电影制片公司专门制作的，是让观众在电影开始之前就能沉浸在影片当中。